# Králův Dvůr-Popovice
Králův Dvůr-Popovice – przystanek kolejowy w miejscowości Králův Dvůr, części Popovice, w kraju środkowoczeskim, w Czechach. Znajduje się na magistrali kolejowej Praga - Pilzno. Położona jest na wysokości 245 m n.p.m.
Na przystanku nie ma możliwości zakupu biletu, a obsługa podróżnych odbywa się w pociągu. 

## Linie kolejowe
- 170 Praha - Beroun - Plzeň - Cheb